# Ptilinopus superbus
Ptilinopus superbus е вид птица от семейство Гълъбови (Columbidae).

## Разпространение
Видът е разпространен в Австралия, Индонезия, Папуа Нова Гвинея и Соломоновите острови.